# La República (Homenaje a Pi i Margall)
La República (Homenaje a Pi i Margall) es un monumento escultórico situado en la plaza de la República de Barcelona, en el distrito de Nou Barris. Se halla en una rotonda por la que circula el tránsito rodado, por lo que no es directamente accesible al público. El conjunto está dedicado a la Primera República Española, así como al que fue uno de sus presidentes, Francisco Pi y Margall. El monumento consta de un pedestal de acero corten sobre el que se sitúa la figura de La República, una estatua de 4,5 metros de altura confeccionada en bronce, elaborada por el escultor Josep Viladomat en 1934; además de un medallón de mármol en relieve con la efigie de Pi y Margall, obra de Joan Pie.

## Historia y descripción

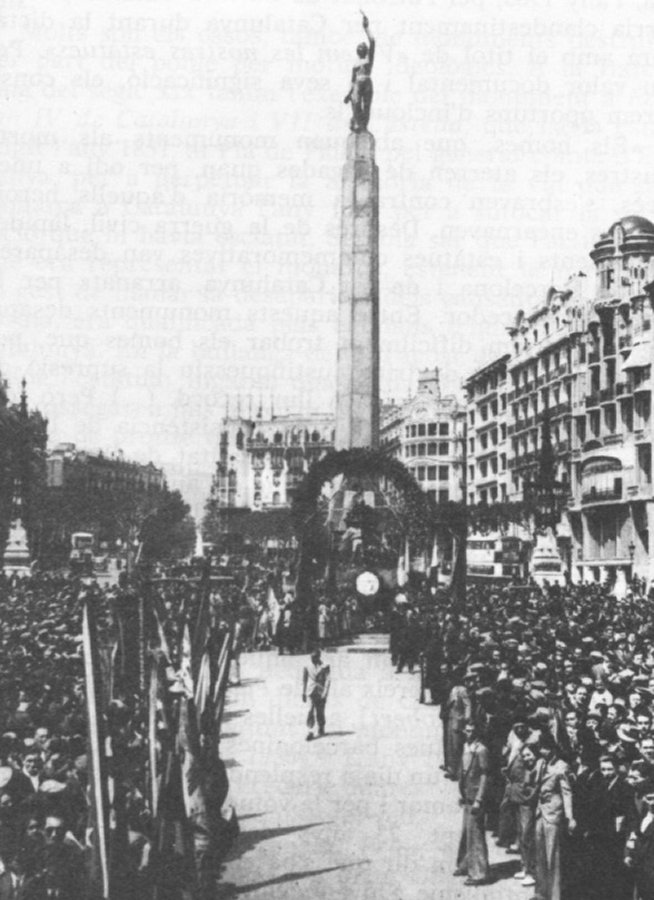
Inauguración del monumento, 12 de abril de 1936

La idea de un monumento dedicado a Pi y Margall surgió en 1915, decidiéndose su ubicación en la plaza del Cinco de Oros, en la confluencia de la avenida Diagonal con el paseo de Gracia —se llamaba así porque su parte central, de forma redonda con un obelisco y rodeado de cuatro farolas igualmente de planta redonda, semejaba esa carta de naipe—. El 19 de septiembre de 1915 se colocó la primera piedra, en un acto presidido por el alcalde accidental, Juan Pich y Pon, pero al producirse unos altercados entre republicanos y catalanistas el proyecto quedó postergado. En 1917 se retomó el proyecto, y se encargó la confección de la obra a Miguel Blay, que esbozó un gran conjunto escultórico con un busto del presidente republicano, aunque nuevamente el proyecto quedó en suspenso con la llegada de la dictadura de Primo de Rivera.

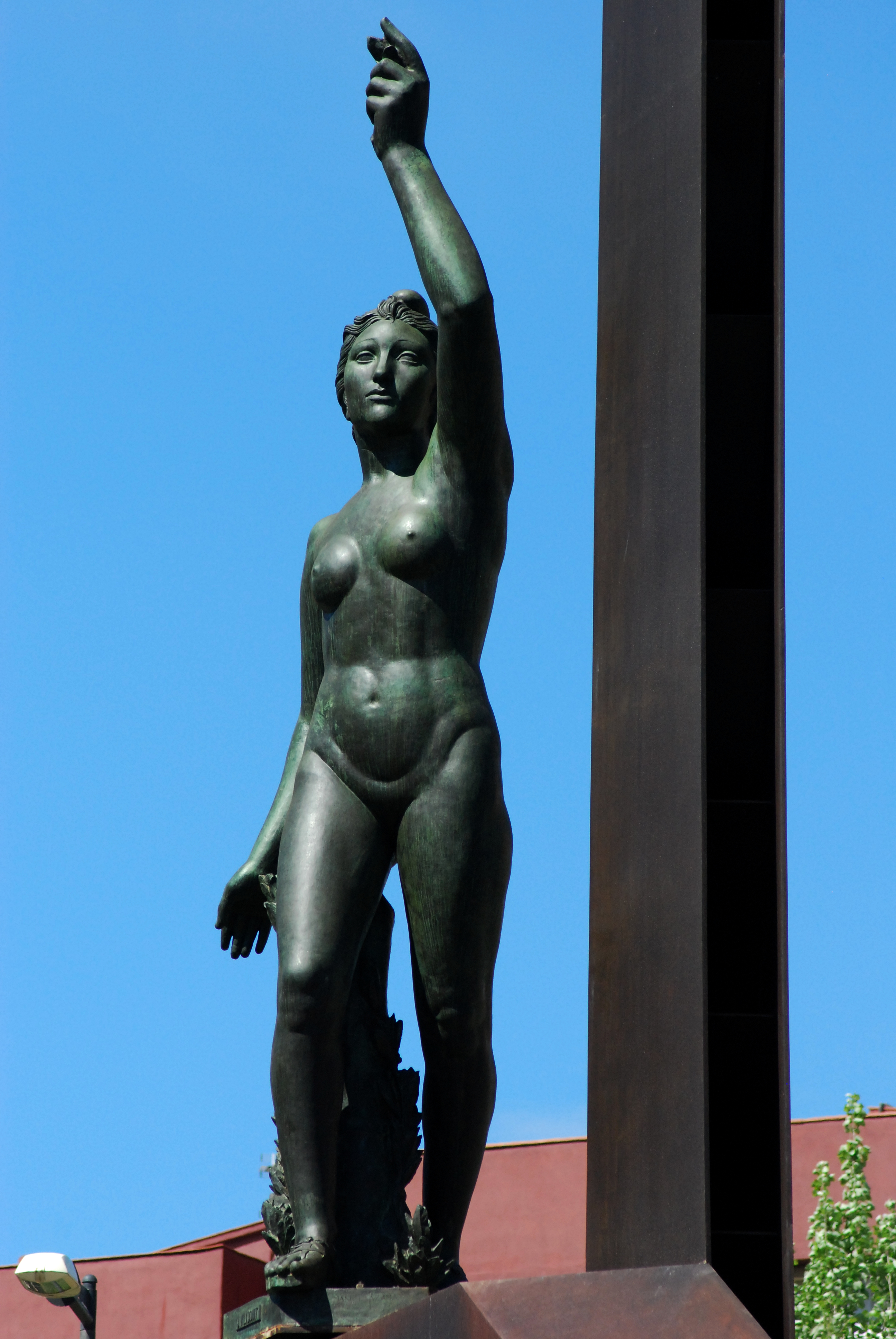
Figura de La República

Con la llegada de la Segunda República se volvió a retomar el proyecto, aunque se descartó la obra de Blay, que había quedado un poco pasada de moda. En 1932 se organizó un concurso público, que ganó Josep Viladomat, con una imagen de la República en forma de desnudo femenino con un gorro frigio, con el brazo levantado y llevando un ramo de laurel, que fue elaborada en 1934 en bronce. Se integraba entonces en un conjunto con el obelisco —conocido como el lápiz—, diseñado por los arquitectos municipales Adolf Florensa y Joaquim Vilaseca, y el medallón de Joan Pie dedicado a Pi y Margall. El monumento fue inaugurado por el presidente de la Generalidad Lluís Companys el 12 de abril de 1936. Tras la Guerra Civil, el 13 de abril de 1939 las autoridades franquistas retiraron la estatua y el medallón, que fueron sustituidos por una alegoría de la Victoria de Frederic Marès, junto a un escudo con el águila franquista —conocido popularmente como El Gran Loro—, y rebautizaron la plaza como plaza de la Victoria. Paradójicamente, la estatua de la Victoria de Marès había sido concebida como de la República y había competido con la de Viladomat en el concurso de adjudicación de 1932, que ganó Viladomat porque su obra se adaptaba mejor a la perspectiva elevada (19 metros). Marès tuvo que hacer algunas modificaciones en su obra, como tapar el torso anteriormente desnudo.
Afortunadamente, la estatua y el medallón no fueron destruidos, sino que fueron guardados en un almacén municipal de la calle Wellington, junto a otras estatuas retiradas por las autoridades del nuevo régimen. Con la llegada de la democracia, el Ayuntamiento de Barcelona empezó a pensar en recuperar estas obras para el espacio público, pero durante un tiempo no se encontró el lugar adecuado, al ser descartada la opción de volver a su ubicación original. Se propuso en primer lugar instalarlas en el vestíbulo del propio Ayuntamiento, junto a otras esculturas allí colocadas, pero la idea no prosperó. En 1983 la escultura fue enviada por la Generalidad a la exposición Cataluña en la España moderna, celebrada en Madrid, pero a su vuelta siguió sin colocarse en un lugar definitivo. Durante un tiempo fue expuesta en la plaza Sóller, con una serie de propuestas para su emplazamiento, y en 1986 fue colocada en la puerta de entrada de la sede del distrito de Nou Barris —el antiguo Hospital Mental de la Santa Cruz—, por iniciativa del concejal Juanjo Ferreiro. Finalmente, se decidió su emplazamiento en la plaza de Llucmajor, como parte integrante de un monumento de nueva construcción, que corrió a cargo de los arquitectos Albert Viaplana y Helio Piñón, en forma de una estructura de acero corten de 30 metros de altura, de aspecto abstracto, aunque recuerda un asta de bandera y una escalinata. Se añadió entonces al conjunto el medallón de Joan Pie. El monumento fue inaugurado por el alcalde Pasqual Maragall el 14 de julio de 1990.
El 14 de abril de 2016 la plaza de Llucmajor pasó a llamarse de la República, en consonancia con el monumento, una vieja reivindicación vecinal que fue atendida por el Ayuntamiento de Barcelona. El anuncio se efectuó el 29 de noviembre de 2015, fijándose la fecha para el 14 de abril, «día de la República» (por la proclamación de la Segunda República el 14 de abril de 1931).